# Kabinet-Jørgensen IV
Het kabinet–Jørgensen IV was de regering van het Koninkrijk Denemarken van 26 oktober 1979 tot 30 december 1981.

## Kabinet–Jørgensen IV (1979–1981)
| Ambtsbekleder                     | Ambtsbekleder    | Ambtsbekleder                     | Functie                          | Ambtstermijn     | Ambtstermijn      | Partij |
| --------------------------------- | ---------------- | --------------------------------- | -------------------------------- | ---------------- | ----------------- | ------ |
|                                   | Anker Jørgensen  | Anker Jørgensen (1922–2016)       | Premier                          | 13 februari 1975 | 10 september 1982 | SD     |
|                                   |                  | Henning Rasmussen (1926–1997)     | Minister van Binnenlandse Zaken  | 26 oktober 1979  | 10 september 1982 | SD     |
| Minister van Justitie             | 20 januari 1981  | Henning Rasmussen (1926–1997)     |                                  | 26 oktober 1979  |                   | SD     |
|                                   |                  | Kjeld Olesen (1932)               | Minister van Buitenlandse Zaken  | 26 oktober 1979  | 10 september 1982 | SD     |
|                                   |                  | Svend Jakobsen (1935–2022)        | Minister van Financiën           | 26 oktober 1979  | 30 december 1981  | SD     |
|                                   |                  | Ole Espersen (1934–2020)          | Minister van Justitie            | 20 januari 1981  | 10 september 1982 | SD     |
|                                   |                  | Ivar Nørgaard (1922–2011)         | Minister van Economische Zaken   | 26 oktober 1979  | 10 september 1982 | SD     |
| Minister van Milieu               | 30 augustus 1978 | Ivar Nørgaard (1922–2011)         | 28 februari 1980                 |                  |                   | SD     |
|                                   |                  | Erling Jensen (1919–2000)         | Minister van Industrie en Handel | 26 oktober 1979  | 10 september 1982 | SD     |
|                                   |                  | Poul Søgaard (1923–2016)          | Minister van Defensie            | 1 oktober 1977   | 10 september 1982 | SD     |
|                                   | Ritt Bjerregaard | Ritt Bjerregaard (1941–2023)      | Minister van Sociale Zaken       | 26 oktober 1979  | 30 december 1981  | SD     |
|                                   | Svend Auken      | Svend Auken (1943–2009)           | Minister van Arbeid              | 1 oktober 1977   | 10 september 1982 | SD     |
|                                   |                  | Dorte Bennedsen (1938–2016)       | Minister van Onderwijs           | 22 december 1978 | 10 september 1982 | SD     |
|                                   |                  | Jens Risgaard Knudsen (1925–1997) | Minister van Transport           | 26 oktober 1979  | 15 oktober 1981   | SD     |
|                                   |                  | Knud Heinesen (1932)              | Minister van Transport           | 15 oktober 1981  | 30 december 1981  | SD     |
|                                   |                  | Poul Dalsager (1929–2001)         | Minister van Landbouw            | 26 oktober 1979  | 20 januari 1981   | SD     |
| Minister van Visserij             |                  | Poul Dalsager (1929–2001)         |                                  | 26 oktober 1979  | 20 januari 1981   | SD     |
|                                   |                  | Björn Westh (1944)                | Minister van Landbouw            | 20 januari 1981  | 10 september 1982 | SD     |
|                                   |                  | Karl Hjortnæs (1934)              | Minister van Visserij            | 20 januari 1981  | 10 september 1982 | SD     |
|                                   |                  | Erik Holst (1922–2013)            | Minister van Milieu              | 28 februari 1980 | 10 september 1982 | SD     |
|                                   |                  | Niels Matthiasen (1924–1980)      | Minister van Cultuur             | 13 februari 1975 | 16 februari 1980  | SD     |
|                                   | Lise Østergaard  | Lise Østergaard (1924–1994)       | Minister van Cultuur             | 16 februari 1980 | 10 september 1982 | SD     |
| Minister voor Noorse Samenwerking | Lise Østergaard  | Lise Østergaard (1924–1994)       | 26 februari 1977                 |                  | 10 september 1982 | SD     |
|                                   |                  | Karl Hjortnæs (1934)              | Minister voor Belastingen        | 26 oktober 1979  | 20 januari 1981   | SD     |
|                                   | Mogens Lykketoft | Mogens Lykketoft (1946)           | Minister voor Belastingen        | 20 januari 1981  | 10 september 1982 | SD     |
|                                   |                  | Jørgen Peder Hansen (1923–1994)   | Minister voor Groenland          | 13 februari 1975 | 20 januari 1981   | SD     |
| Minister voor Godsdienst          | 26 oktober 1979  | Jørgen Peder Hansen (1923–1994)   |                                  |                  | 20 januari 1981   | SD     |
|                                   |                  | Jørgen Peder Hansen (1923–1994)   | Minister voor Groenland          | 20 januari 1981  | 10 september 1982 | SD     |
| Minister voor Godsdienst          |                  | Jørgen Peder Hansen (1923–1994)   |                                  | 20 januari 1981  | 10 september 1982 | SD     |

Kristensen ·
Hedtoft I ·
Hedtoft II ·
Eriksen ·
Hedtoft III ·
Hansen I ·
Hansen II ·
Kampmann I ·
Kampmann II ·
Krag I ·
Krag II ·
Baunsgaard ·
Krag III ·
Jørgensen I ·
Hartling ·
Jørgensen II ·
Jørgensen III ·
Jørgensen IV ·
Jørgensen V ·
Schlüter I ·
Schlüter II ·
Schlüter III ·
Schlüter IV ·
P.N. Rasmussen I ·
P.N. Rasmussen II ·
P.N. Rasmussen III ·
P.N. Rasmussen IV ·
A.F. Rasmussen I ·
A.F. Rasmussen II ·
A.F. Rasmussen III ·
L.L. Rasmussen I ·
Thorning-Schmidt I ·
Thorning-Schmidt II ·
L.L. Rasmussen II ·
L.L. Rasmussen III ·
Frederiksen I ·
Frederiksen II